# Campagne ottomane contre Ormuz

Expédition de Piri Reis contre Ormuz en 1552 qui l'amène à effectuer un tour complet de la péninsule Arabique.

La campagne ottomane contre Ormuz désigne l'expédition menée en 1552 par l'amiral Piri Reis depuis Suez afin de conquérir la forteresse portugaise d'Ormuz, située dans le détroit du même nom, à l'entrée du golfe Persique. Cette opération est lancée dans le but de réduire la menace portugaise sur les possessions ottomanes de la péninsule Arabique et de diminuer leur contrôle sur le commerce des épices.
L'expédition initiale se solde par un échec, Piri Reis, après avoir pris le comptoir portugais de Mascate ne parvient pas à forcer l'entrée du fort d'Ormuz. Contraint de se replier à Bassorah, au fond du golfe Persique, il choisit de rentrer en Égypte avec quelques navires seulement et est condamné à mort pour son échec. 
Deux tentatives ont ensuite lieu pour ramener la flotte ottomane à Suez. Murad Reis essaie une première fois en juin 1553 de sortir la flotte du golfe Persique mais ne peut dépasser le détroit d'Ormuz fermé par un efficace blocus portugais. Seydi Ali Reis tente de nouveau le voyage en juillet 1554. Après avoir réussi à sortir du golfe, il se retrouve face à la flotte portugaise en mer d'Arabie, il parvient lors d'une première bataille à infliger d'importantes pertes à la force ennemie mais sa flotte subit de graves dommages lors d'une seconde rencontre. Le reste des navires est victime d'une tempête qui la fait dériver jusqu'aux rivages indiens. Seydi Ali Reis ne parviendra à rentrer à Istanbul que plusieurs années plus tard avec une poignée d'hommes par voie de terre. Sefer Reis, autre amiral chargé d'une mission de support de la flotte se tourne vers la course lorsqu'il apprend la défaite de Seydi Ali Reis, parvenant à capturer plusieurs navires marchands portugais.
L'opération est un échec total pour les Ottomans, ils ne réussissent pas à prendre leur objectif et leur flotte est détruite lors des opérations visant à la ramener à son port d'attache.

## Contexte

### Contrôle portugais de la route des Indes

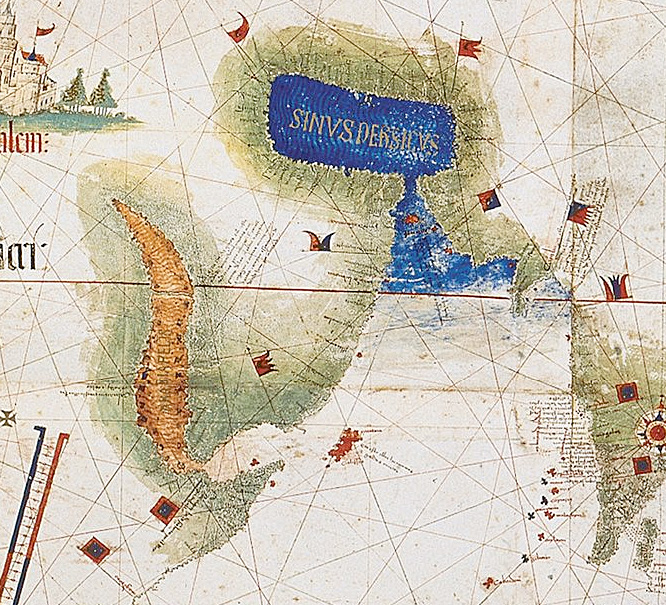
Détail du planisphère de Cantino, carte portugaise du début du XVI représentant le golfe Persique (en bleu) et Ormuz (en rouge)

À la suite du voyage de Vasco de Gama en 1498 qui ouvre la route des Indes, les Portugais bâtissent un empire commercial dans l'océan Indien centré autour de Goa ; l'Inde Portugaise. Ils établissent des comptoirs en de nombreux points stratégiques de la côte, ce qui leur permet de contrôler les flux commerciaux, en particulier le lucratif commerce des épices.
Le navigateur Afonso de Albuquerque passe en 1507 un accord avec les souverains d'Ormuz pour la construction d'une place forte sur l'île. Les travaux sont par la suite abandonnés mais le Portugal prend définitivement pied à Ormuz en 1515. Voici comment Piri Reis, célèbre amiral ottoman qui prendra plus de 25 ans plus tard la tête des opérations pour déloger les Portugais décrit la position des Portugais dans son portulan Kitab-i Bahriye rédigé en 1526 :
« Sache qu'Ormuz est une île. Beaucoup de marchands la visitent...Mais maintenant, ô ami, les Portugais sont venus là et ont construit une forteresse sur son cap. Ils contrôlent la place et collectent les taxes - vois-tu dans quelle déchéance cette province est tombée ! Les Portugais ont vaincu les locaux, et leurs propres marchands emplissent là bas les entrepôts. Quelle que soit la saison, le commerce ne peut désormais s'effectuer sans les Portugais.  »
— Piri Reis, Kitab-i Bahriye

### Conquêtes ottomanes duXVIesiècle
Les Ottomans disposent grâce à leur conquête de l'Égypte en 1517 d'une première ouverture vers l'océan Indien. En 1533-35, Soliman le Magnifique prend la Mésopotamie aux Perses séfévides. Selon l'historien Salih Özbaran, cette conquête de l'Irak qui a première vue est une campagne visant à limiter l'influence de l'hérésie chiite prônée par les Séfévides a pour réels objectifs le contrôle de la route de la soie de Tabriz à Bursa et de la route des épices de Bassorah à Alep. Il faut cependant attendre 1546 pour que les Ottomans exercent un contrôle direct sur Bassorah, grand port commercial donnant sur le golfe au débouché du Chatt-el-Arab. Suez est choisie comme base pour la flotte ottomane de l'océan Indien. Piri Reis, amiral et cartographe de grand renom est placé à sa tête en 1547. Au début de 1549, il mène avec succès une première expédition contre Aden qu'il reprend aux rebelles arabes qui s'en sont emparés.

### Premiers contacts entre Ottomans et Portugais dans le golfe Persique
La  prise de possession de Bassorah effectuée par le gouverneur de Baghdad Ayas Pacha est, semble-t-il, accompagnée d'objectifs bien plus ambitieux comme l'indique l'un de ses messages à un chef arabe ; « J'ai reçu l'ordre de Sa Majesté le sultan d'aller à Bassorah de la conquérir et, de là, de me diriger vers Ormuz et l'Inde afin de combattre l'infidèle portugais, de mettre fin à leur domination et de les annihiler ,. » Cette mission supplémentaire est irréaliste en raison de l'absence d'un arsenal de capacité suffisante à Bassorah pour établir une flotte capable de rivaliser avec la marine portugaise. En 1547, les Ottomans envoient des émissaires auprès du gouverneur portugais d'Ormuz afin de trouver un modus vivendi entre les deux puissances, ce qui est sans effet en raison de leurs intérêts divergents. Les Ottomans affermissent leur position sur la côte arabique du golfe Persique, prenant possession de la région d'Al-Hasa (Arabie saoudite actuelle). Lorsque les Arabes du port de Qatif leur remettent la ville en 1550, une intervention portugaise est organisée depuis Ormuz. Ils détruisent Qatif et s'apprêtent à attaquer Bassorah, profitant des tensions existant entre les tribus arabes locales et les Ottomans. Grâce au subterfuge du gouverneur de la ville qui fait croire à une alliance musulmane contre les Portugais, la bataille est évitée et les Portugais rebroussent chemin.

## Expédition de Piri Reis

### Préparation de l'expédition et prise de Muscate

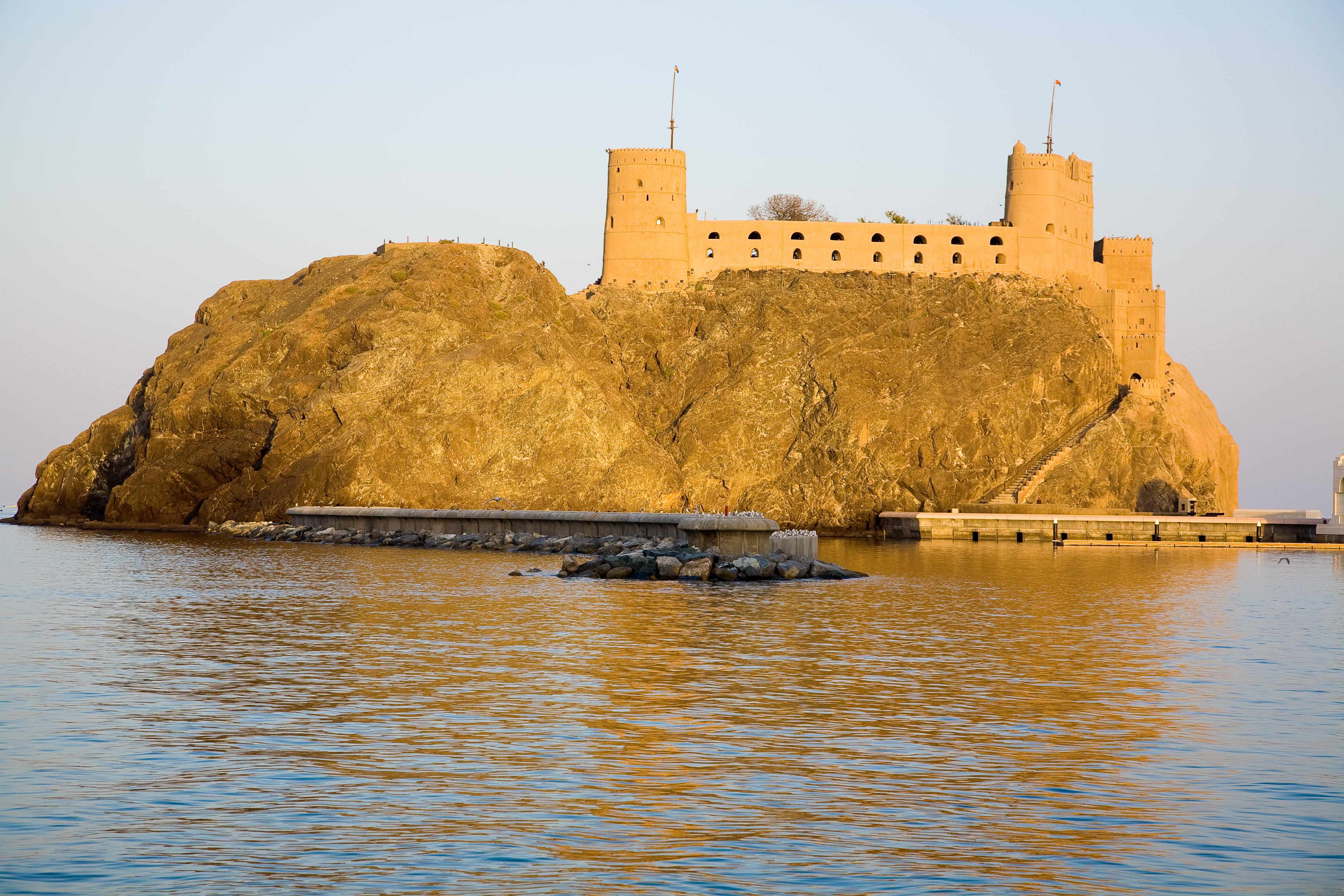
Le fort de São João à Mascate démoli par Piri Reis lors de son passage.

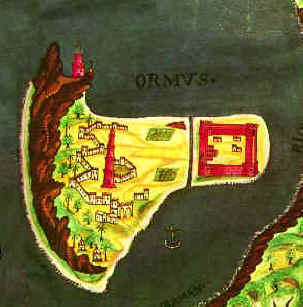
Carte d'Ormuz datant du XVII montrant le fort portugais.

L'attaque contre Ormuz est décidée par Rüstem Pacha, le grand vizir ottoman qui, alerté par les attaques portugaises lancées depuis Ormuz a pour objectif d'annihiler cette base ennemie, de manière à faire du golfe Persique un lac ottoman. Il ordonne la construction à Suez de nouveaux navires en 1550 et donne pour mission à Piri Reis de préparer une expédition contre Ormuz et l'île de Bahreïn, tributaire des Portugais,.
En avril 1552, l'amiral Piri Reis prend le départ de Suez avec une flotte de 25 galères, quatre galions avec 850 soldats à leur bord. Après avoir dépassé Jeddah et le détroit de Bab el Mandeb, il fait cap vers Ras al-Hadd, une péninsule à l'entrée de la mer d'Arabie. En août, les Ottomans apparaissent au large de Mascate, importante place forte portugaise. Le fils de Piri Reis, Mehmet Rei à la tête d'une avant-garde de cinq galères y arrive le premier et fait bombarder la ville. Au sixième jour des bombardements, le reste de la flotte ottomane arrive et, le lendemain le commandant portugais accepte de se rendre à condition qu'il soit permis à sa garnison de rejoindre librement Ormuz. Cependant, Piri Reis ne tient pas sa promesse, il fait prisonnier les 128 Portugais, désarme leur flotte et détruit la place forte,.

### Siège d'Ormuz, pillage de Qeshm et retraite vers Bassorah
La flotte ottomane arrive au large de l'île d'Ormuz  le 19 septembre 1552, cinq mois après leur départ. Les 700 Portugais qui tiennent le fort sont préparés à l'arrivée ottomane. Ces derniers prennent rapidement la ville d'Ormuz et entament un bombardement de la position ennemie. La situation est difficile pour les deux belligérants. Les Portugais connaissent une pénurie de vivres et les Ottomans épuisés par leur long voyage manquent de poudre à canon. De plus ils redoutent l'arrivée de renforts portugais en provenance de l'Inde. Après vingt jours de combats, Piri Reis décide de lever le siège le 9 octobre. Selon les sources portugaises, l'amiral jette ensuite son dévolu sur l'île voisine de Qeshm, rançonnant les riches marchands qui y sont établis.
Fin octobre, les Ottomans font cap vers Bassorah au fond du golfe Persique. Durant la même période, les autorités de l'Inde portugaise averties de la campagne ottomane décident de mener une contre-offensive. Affonso de Noronha part de Goa pour Ormuz à la tête d'une flotte de 80 navires dont 30 de grande taille. À son arrivée à Diu sur la côte du Gujarat, il apprend que les Ottomans ont fait retraite à Bassorah et décide de ne pas se rendre en personne à Ormuz, et d'y envoyer son neveu, Dom Antao de Noronha à la tête d'une flotte de 12 bateaux de grande taille et 28 autres navires. Lorsqu'il arrive à destination en novembre 1552, il ne peut que constater la violence de l'attaque ottomane cause de nombreuses destructions à Ormuz.

### Retour à Suez et exécution de Piri Reis

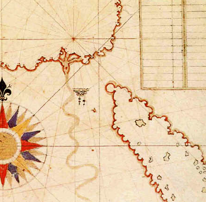
Suez au fond de la mer Rouge tel que représenté dans le portulan Kitab-ı Bahriye (1521-1525) de Piri Reis.

Lorsque Piri Reis arrive à Bassorah, il se trouve confronté au beylerbey (gouverneur) de la province Kubad Pacha avec qui il s'entend mal. Piri Reis décide de se rendre au plus vite en Égypte, il reprend le départ pour Suez avec seulement trois galères rapides, laisse le gros de sa flotte à Bassorah. L'amiral ottoman est malgré ses explications décapité au Caire sur ordre du sultan en raison de ses échecs.
Selon Svat Soucek, cet enchaînement qui conduit à la mise à mort de Piri Reis s'explique par l'animosité entre l'amiral et le gouverneur qui découle du fait que le commandant de la flotte reproche au beylerbey de ne pas avoir envoyé les renforts promis pour la conquête d'Ormuz, en particulier la poudre à canon et d'avoir ainsi une responsabilité importante dans l'échec ottoman. De ce fait, pour couvrir ses propres manquements, il est fait l'hypothèse que le rapport que  Kubad Pacha envoie à Istanbul est particulièrement défavorable. Piri Reis serait ainsi reparti précipitamment vers Suez afin de pouvoir donner sa propre version des faits, laissant le reste de ses navires à Bassorah par crainte que la flotte portugaise des Indes dont il a des raisons de craindre qu'elle soit encore présente dans le golfe, détecte une formation trop importante et engage le combat. Svat Soucek indique aussi que deux accusations graves courent sur le compte de l'amiral ayant possiblement influé sur le verdict, il est accusé d'avoir rançonné les habitants de Qeshm après son échec à Ormuz, élément corroboré par leur plainte ultérieure auprès des autorités ottomanes et surtout, d'avoir été acheté par les Portugais afin qu'il lève son siège. La véracité de cette rumeur est vivement mise en doute par le chroniqueur İbrahim Peçevi (1572–1650) qui met en avant l'attachement prouvé tout au loin de sa vie par l'amiral à la maison ottomane et à la défense de l'islam. Giancarlo Casale met quant à lui le départ précipité de Piri Reis sur le compte d'une crise de confiance liée à son âge avancé (il a alors selon certaines sources 90 ans), sa méconnaissance de ces mers et une grande déception en raison de son échec face au Portugais.

## Tentatives pour ramener la flotte à Suez

### Échec de Murad Reis

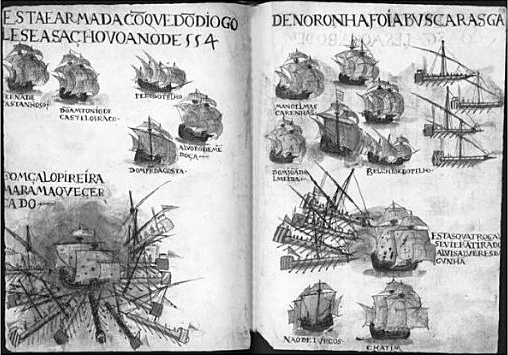
Description de la bataille entre Murad Reis et la flotte portugaise, les galères ottomanes immobilisent deux navires ennemis.

Le sultan désirant le retour de la flotte de Piri Reis à Suez nomme Murad Reis, ancien gouverneur de Qatif sur la côte du golfe Persique amiral d'Égypte et lui ordonne de ramener la flotte à bon port. Il fait donc le voyage par terre d'Istanbul à Bassorah en juin 1553 et prend le commandement de la flotte. Quinze galères et un galion prennent le départ en août, les autres navires sont laissés à quai. Les Portugais sont avertis des mouvements ennemis et interceptent la flotte dans le détroit d'Ormuz. Durant le combat qui s'ensuit, le navire amiral du commandant Diogo de Noronha est coulé par les canons ottomans mais ce dernier a le temps de quitter le bord à temps. L'affrontement tourne finalement à l'avantage des Portugais qui tuent deux commandants ainsi que de nombreux marins ottomans et coulent plusieurs navires. Murad Reis décide en conséquence de se replier vers Bassorah.

### Odyssée de Seydi Ali Reis

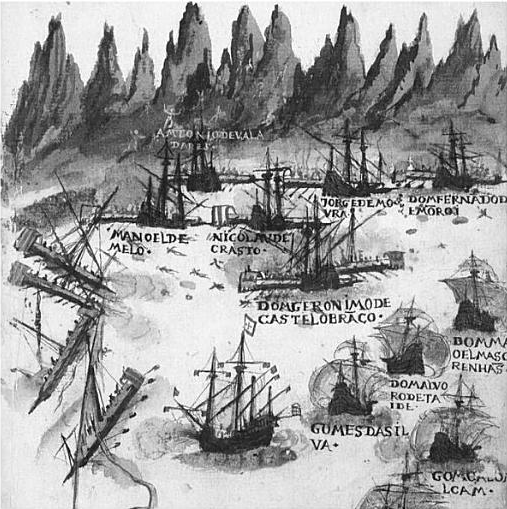
Les affrontements entre Seydi Ali Reis et la flotte portugaise, extrait du Livro de Lisuarte de Abreu

Soliman le Magnifique ne faiblit pourtant pas dans son désir de faire revenir la flotte en Égypte et désigne un autre amiral pour cette mission ; Seydi Ali Reis. Il s'agit d'un marin expérimenté ayant combattu aux côtés de Barberousse dans de nombreuses batailles en Méditerranée. Après être resté un temps à Bassorah afin d'aider le gouverneur de la province à protéger la ville d'une rébellion arabe, il lève l'ancre le 2 juillet 1554 à la tête du restant de la flotte de Piri Reis, soit quinze navires, après avoir été informé du fait que les Portugais ne disposent plus que de quatre navires. Cependant, le commandant de la flotte portugaise, Dom Fernando de Menezes qui se trouve alors à Mascate au bord de la mer d'Arabie est averti de la venue des Ottomans par une terrada, petit bateau traditionnel de la région. Il décide d'aller à la rencontre de Seydi Ali, rassemble une flotte composée de 25 navires dont six caravelles et douze galères et fait cap vers Ormuz. L'affrontement entre les deux forces a lieu près de Khor Fakkan, le long de la côte d'Oman le 9 août 1554. Selon la description qu'en fera plus tard Seydi Ali Reis dans son récit de voyage « Mirat ul Memalik », le « miroir des pays », il s'agit d'une bataille dantesque. Il rapporte que cette première confrontation se solde par une victoire pour les Ottomans mais, après avoir fait retraite et effectué des réparations, la flotte portugaise comportant cette fois-ci 34 navires engage une nouvelle bataille. Dans son récit, l'amiral ottoman souligne qu'elle est bien plus violente que toutes les batailles menées par Barberousse. Vaincu, ne disposant plus que de neuf navires, il fait cap vers le Yémen. Une très violente tempête détourne cependant la flotte vers l'est. Katip Çelebi (1606-1657), historien ottoman utilise le terme de « fil tufanı », « déluge d'éléphant » pour la décrire. Les navires très endommagés et desquels on a dû jeter par-dessus bord tous les biens et denrées superflus dérivent jusqu'aux côtes de l'Inde. Après avoir trouvé refuge auprès des souverains musulmans du Gujarat, il abandonne ses navires qui finissent par tomber entre les mains des Portugais et ne retourne à Istanbul qu'en 1557 après un long périple en Asie centrale.

### Sefer Reis à la rescousse
L'historien Diogo do Couto (1542-1616) rapporte qu'alors que Seydi Ali Reis est encore en train d'opérer dans le golfe Persique, les autorités ottomanes décident d'envoyer l'amiral Sefer Reis en soutien. Il prend le départ de Suez l'été 1554, sa force d'appui est constituée de deux galères et d'une brigantine. Il a pour mission de rejoindre la flotte de Seydi Ali et de l'escorter jusqu'à bon port. Lorsqu’il arrive à hauteur des côtes d'Oman, au sud de Mascate, l'annonce de la défaite de son homologue face aux Portugais lui parvient. Il décide alors de mener une guerre de course contre l'Estado da Índia. Il coupe la route maritime entre Diu en Inde et Ormuz, parvenant à s'emparer de quatre navires marchands portugais contenant des biens de grande valeur. Sefer Reis renvoie vers Moka au Yémen ces navires à la tête desquels il a placé certains de ses hommes tandis que leur équipage est placé aux fers. Cependant, lors d'une patrouille de routine, une fuste portugaise lourdement armée croise le convoi. À sa vue, l'un des équipages se rebelle contre les Turcs et, il parvient de concert avec la fuste à reprendre le contrôle de l'ensemble des bateaux. Les Portugais font alors demi-tour, remettant cap vers l'Inde. Cependant, Sefer Reis qui a abandonné sa surveillance de la route maritime et s'apprête à son tour à rejoindre le Yémen croise de nouveau les navires portugais. Réalisant le retournement de situation, il parvient à s'emparer rapidement des navires marchands et poursuit la fuste qu'il finit par prendre sans combats. Il peut alors retourner à Moka avec les cinq bateaux portugais et leur butin.

## Bilan

### Faiblesse de la marine ottomane
L'opération constitue un grave échec pour les Ottomans, la forteresse d'Ormuz n'est pas prise et il ne reste rien de la flotte construite pour l'expédition. Elle marque la fin des prétentions navales ottomanes dans le golfe Persique et plus largement dans l'océan Indien, où les Ottomans n'envoient plus par la suite que des formations réduites. La tentative de conquête de Bahreïn en 1559 n'est pas en soi une opération navale, la marine ne jouant que le rôle de transport de troupes, sur une faible distance.

### Commerce des épices
« L'indéniable, c'est que la Méditerranée a ressaisi une grosse partie du trafic du poivre, voire la plus grosse. Le commerce du Levant prospère : de nombreuses caravanes l'animent, les unes en provenance du golfe Persique, les autres de la mer Rouge. »
— Fernand Braudel, La Méditerranée et le monde méditerranéen à l'époque de Philippe II